# Chinesisches Paläozoologisches Museum

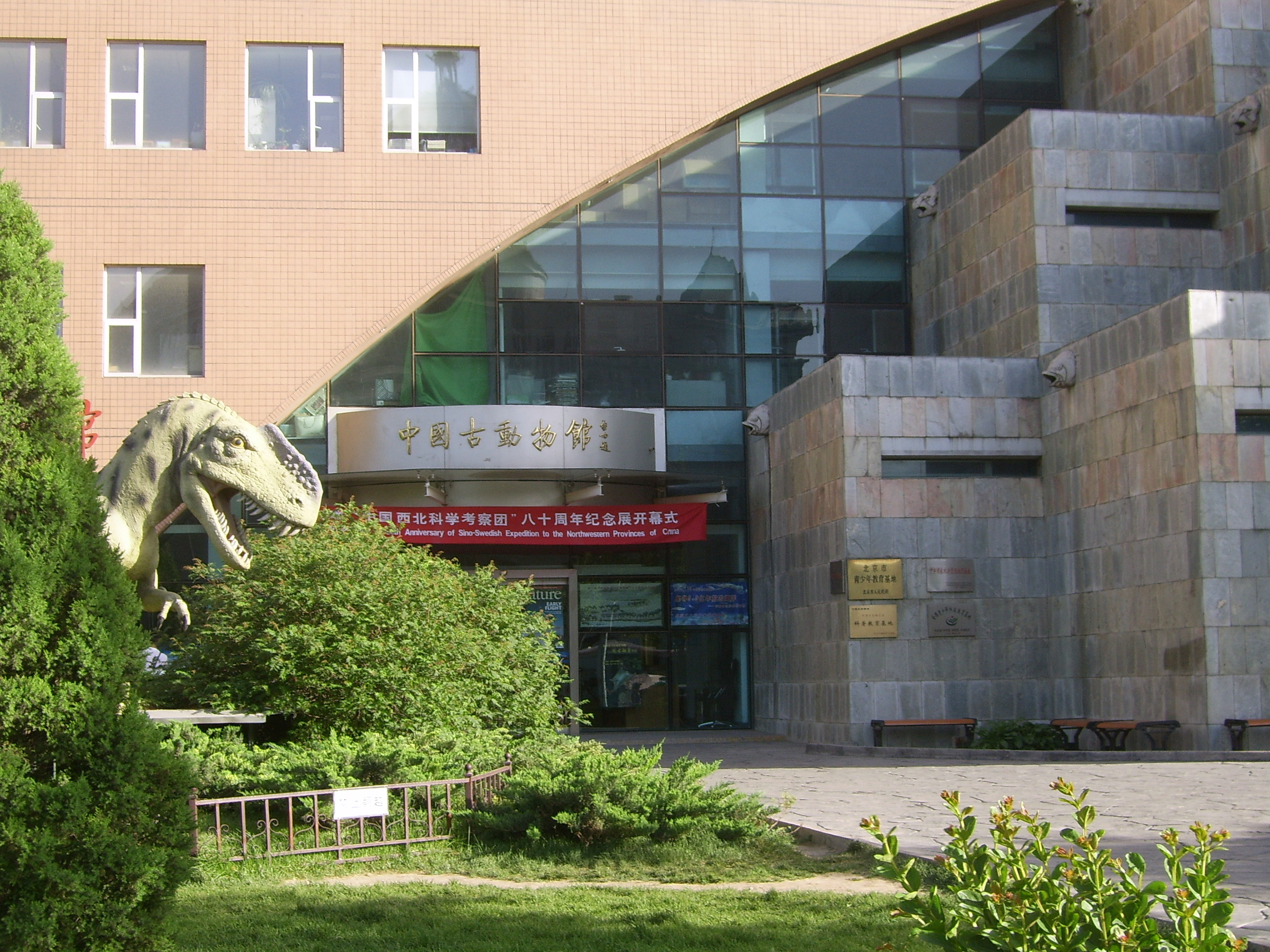
Eingangsbereich des Museums

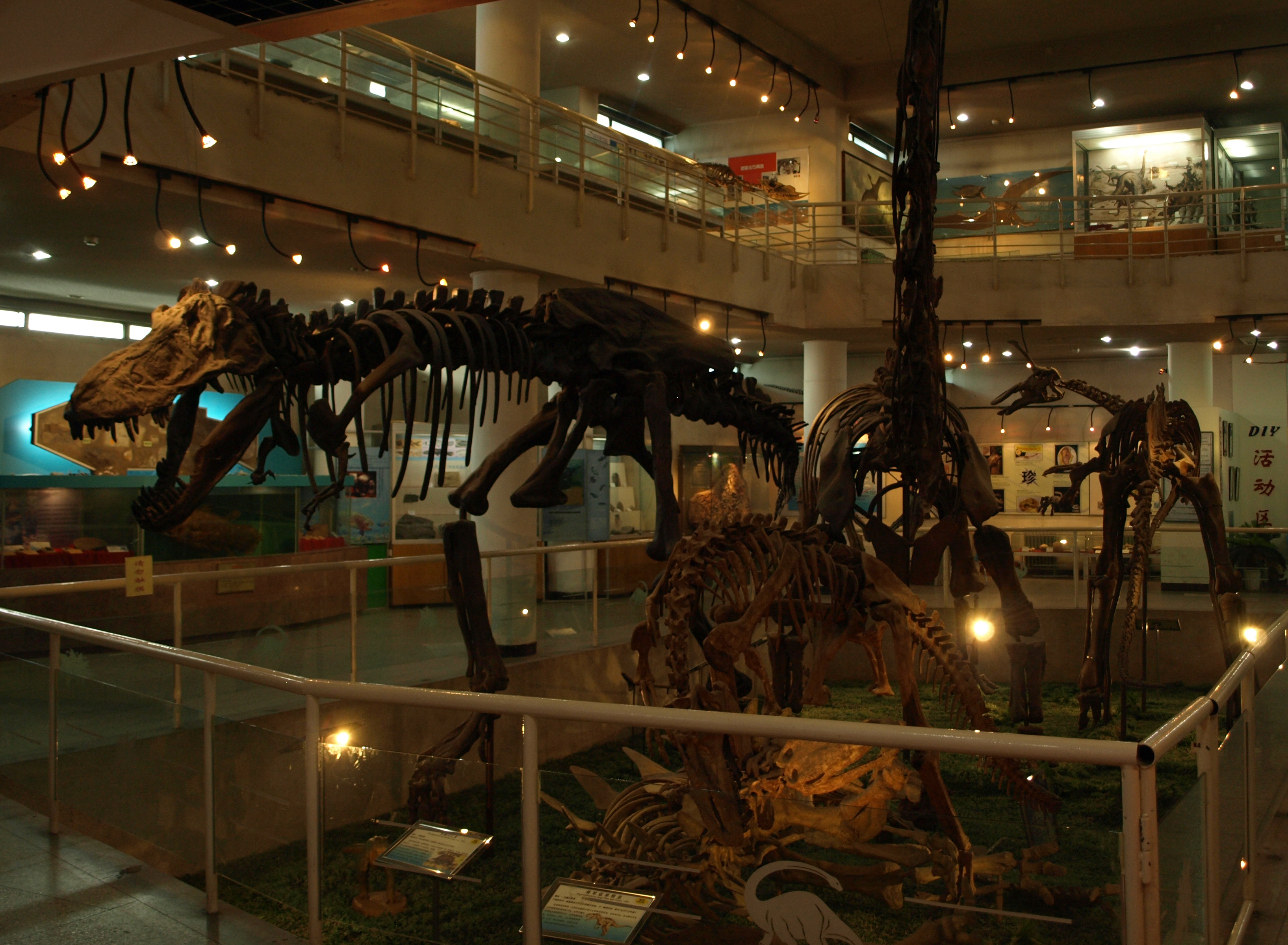
Ausstellung im 1. Stock (2008)

Das Chinesische Paläozoologische Museum (chinesisch 中国古动物馆, Pinyin Zhōngguó gǔdòngwù guǎn, englisch Paleozoological Museum of China) befindet sich im Pekinger Stadtbezirk Xicheng gegenüber dem Zoo Peking auf der Straße Xizhimenwai Dajie Nr. 142.
Das Museum wurde 1995 gegründet und verfügt über die größte paläontologische Sammlung Asiens. Es ist im selben Gebäude wie das nicht-öffentliche Institut für Wirbeltierpaläontologie und Paläoanthropologie der Chinesischen Akademie der Wissenschaften untergebracht.